# Monarcha Wysp Salomona
Monarcha Wysp Salomona – tytuł głowy państwa Wyspy Salomona, którym obecnie jest król Karol III. Wyspy Salomona są jednym z królestw Wspólnoty Narodów (Commonwealth Realm), podobnie jak Australia czy Nowa Zelandia, które związane jest unią personalną z Koroną brytyjską.

## Tytulatura
Tytuł Karola III jako króla Wysp Salomona brzmi:
- Charles III, by the Grace of God, Queen of Solomon Islands and Her other Realms and Territories, Head of the Commonwealth
- Karol III, Z Bożej łaski król Wysp Salomona i jego innych Królestw i Terytoriów, głowa Wspólnoty Narodów.

Króla na Wyspach Salomona zastępuje gubernator generalny.

## Monarchowie Wysp Salomona
- 1978–2022 : Elżbieta II
- od 2022 : Karol III